# ハロー!フィンガー5
『ハロー!フィンガー5』は1974年製作のフィンガー5主演の短編映画。『東宝チャンピオンまつり』内で上映された。

## 上映データ
| 公開日 上映時間 | 1974年（昭和49年）                                         | 3月21日                                                    | 日本                                                       | 20分                                                       |
| サイズ          | カラー                                                     | シネマスコープ                                             |                                                            |                                                            |
| 同時上映        | 『ゴジラ対メカゴジラ』（監督：福田純、特技監督：中野昭慶） | 『ゴジラ対メカゴジラ』（監督：福田純、特技監督：中野昭慶） | 『ゴジラ対メカゴジラ』（監督：福田純、特技監督：中野昭慶） | 『ゴジラ対メカゴジラ』（監督：福田純、特技監督：中野昭慶） |
| 同時上映        | 『新造人間キャシャーン 不死身の挑戦者』                    |                                                            |                                                            |                                                            |
| 同時上映        | 『ウルトラマンタロウ 血を吸う花は少女の精』                |                                                            |                                                            |                                                            |
| 同時上映        | 『侍ジャイアンツ 殺生河原の決闘』                          |                                                            |                                                            |                                                            |
| 同時上映        | 『アルプスの少女ハイジ』                                   |                                                            |                                                            |                                                            |

## 概要
1972年に沖縄からやって来て、芸能界にデビューし、一躍人気アイドルとなった兄弟アイドルグループ・フィンガー5の活躍を描いたドキュメンタリー作品。『東宝チャンピオンまつり』でアイドル短編映画が上映されたのは、本作が史上初。
フィンガー5はこの後同年7月25日公開の『東映まんがまつり』でも、『フィンガー5の大冒険』（監督：石森章太郎）というストーリー形式の短編作品に主演し、1年で2大子供向けピクチャーに出演、さらに同年8月3日には他にも、松竹のザ・ドリフターズ主演映画『超能力だよ全員集合!!』にゲスト出演するという売れっ子だった。
なお『超能力だよ〜』が2000年6月21日にビデオソフト化され（VHS。DVDは未発売）、『〜大冒険』も2011年10月21日に、「復刻! 東映まんがまつり 1974春」（DVD。東映ビデオ）の中の一本として発売されたのに対し、本作はフィンガー5出演映画の中では、唯一映像ソフト化されてない。

## キャスト
| カズ       | 玉元一夫 |
| ミッチー   | 玉元光男 |
| マーちゃん | 玉元正男 |
| アーちゃん | 玉元晃   |
| 大将       | 玉元妙子 |

## スタッフ
| 製作       | 西川紀之           |
| 企画、構成 | 白鳥裕一郎、福原進 |
| 撮影       | 西垣六郎           |
| 録音       | 宮内一男           |
| 照明       | 池田泰平           |
| 監督       | 福原進             |
| 製作会社   | 東宝映像           |
| 配給       | 東宝               |